# Уилер-Пик (гора, Невада)
Уилер-Пик (англ. Wheeler Peak) — наивысшая точка хребта Снейк (англ. Snake Range), а также самая высокая гора в округе Уайт-Пайн, в штате Невада, США. Высота горы 3982 метра, что делает её второй по высоте горой в штате Невада, после Баундари-Пика (англ. Boundary Peak). Гора расположена в национальном парке Грейт-Бейсин и была названа в честь Джорджа Уилера, начальника картографической экспедиции исследования части Соединенных Штатов, лежащей к западу от сотого меридиана.

## Особенности горы
Уилер-Пик имеет внушительную стену выше большого ледникового цирка, большие морены и активные ледники. В своей верхней части, гора большую часть года покрыта снегом. Асфальтированная дорога проходит от центра посетителей национального парка Грейт-Бейсин к нескольким небольшим кемпингам, самый высокие из которых находятся более чем на половине пути к вершине.

## Особенности окрестностей горы
У основания горы находится известная карстовая пещера Лемана. Туры туда предлагаются сотрудниками службы национальных парков США круглый год. Кроме того, на территории вблизи границы леса Уилер-Пика, расположена роща древнего Большого Бассейна, в которой росла древнейшая сосна, названная Прометеем. Возраст Прометея составлял, по крайней мере 4862 года, это был самый старый известный не-клональный организм. В 1964 году Прометей был срублен молодым аспирантом Дональдом Карри в рамках научного проекта.

## История и первое восхождение
Когда, в августе 1869 года, шесть человек поднялись на гору, у них встал вопрос, как они могли бы назвать её, ведь гора уже имела несколько названий. Эзра Грейнджер Уильямс (англ. Ezra Granger Williams) дал название этой горе ещё четырнадцать лет назад. в 1855 году он был лидером экспедиции мормонов по поиску новых поселений для общины в южной части территории штата Юта. Эзра Грейнджер Уильямс утверждал, что он "первый белый человек, который обнаружил эту гору. Гид Уильямса, Павант Ют (англ. Pavant Ute) сказал, что она называется Пи-ап (англ. Pe-up). А коренная индианка, которую экспедиция встретила у подножья, сказала что местные индейсие племена шошонов называют эту гору Too-bur-rit. Эзра Уильямс дал горе новое название, «пик Уильямса», в честь себя. Но не одно из этих названий не прижилось.
Лейтенант Эдвард Степто , рассматривал внушительную гору с расстояния в том же году. Степто назвал её в честь своего начальника, военного министра Джефферсона Дэвиса. Вскоре название «Джефф Дэвис Пик» стало официальным и общепринятым. Но, через несколько лет, когда Дэвис подал в отставку и стал лидером сепаратистского движения, некоторые военные топографические инженеры предали забвению его имя.
Одним из таких инженеров был капитан Джеймс Херви Симпсон. Он занимался межеванием дорог через центральную часть Большого Бассейна. В 1859 году он прошёл в 16 километрах от горы. В готовящемся докладе Симпсон планировал предложить назвать гору Юнион Пик (англ. Union Peak). В дословном переводе — пик союза, объединения. По мнению Симпсона, такое название являлось прямым призывом к объединению нации и противостановлением сепаратисту Дэвису. Однако капитан Симпсон был вынужден отправиться на войну до завершения своего доклада. В 1869 году публикация доклада всё ещё была отложена, а тем временем другая армейская картографическая экспедиция, во главе с 27-и летним лейтенантом Джорджем Уилером достигла горы.
Когда 6 человек из экспедиции поднялись на вершину, они произвели исследования отдалённых ориентиров, измерили широту, долготу и атмосферное давление, они пришли к выводу пришли, что они стоят на высоте более 3900 метров (13000 футов) над океаном. По совету своих коллег альпинистов, Уилер назвал пик в честь самого себя. Когда он опубликовал свой доклад и, шесть лет спустя, карту, название «Пик Уилера» стал официальным.

## Треккинг
Для восхождения по классическому маршруту техническая подготовка не требуется, хотя физическая подготовка является желательной. Для преодоления некоторых участков могут потребоваться определенные усилия, но весь маршрут может быть пройден за один день без необходимости в большом количестве специальных средств и оборудования. Организация лагерей, как и сложная логистика не потребуется.
Базовый лагерь Уилер-Пика организован службой национальных парков США. Он находится на высоте 3013 метров. Открыт и июня по октябрь. Состоит из 37 кемпингов. Вода имеется в наличие. Предварительная резервация не предоставляется. Лагерь работает по принципу «первым пришёл — первым обслужен» (англ. first come - first served).
Самый простой, он же самый популярный маршрут, просто прогулка вверх по хорошо выраженной тропе. Несмотря на то, что восхождение простое, сделать это стоит ради красоты и истории этой горы. Хорошо документированный маршрут до вершины пика Уилер является стандартным маршрутом. Существуют, вероятно, и некоторые более приличные для альпинизма маршруты по северо-восточный стене пика Уилера, хотя информация о подобных маршрутах отсутствует.